# Hubert-Sternberg-Schule Wiesloch
Die Hubert-Sternberg-Schule in Wiesloch ist mit etwa 1050 Schülern und 75 Lehrern die größte Gewerbeschule im Rhein-Neckar-Kreis. Zum Zentrum beruflicher Schulen in Wiesloch gehören neben der gewerblich-technischen Hubert-Sternberg-Schule die kaufmännische Johann-Philipp-Bronner-Schule und die hauswirtschaftlich-sozialpädagogische Louise-Otto-Peters-Schule.

## Geschichte
Am 16. Oktober 1878 wurde die Gewerbeschule Wiesloch gegründet, der 1907 eine Handelsabteilung angegliedert wurde. Diese Vorgängerschule der Hubert-Sternberg-Schule erhielt 1912 erstmals ein eigenes Schulgebäude, welches heute die Wieslocher Schillerschule beherbergt. Ab 1913 wurde die Schule Bezirksgewerbeschule mit den Fachabteilung für Bäcker, Metzger und Friseure. Acht Jahre später wurde die Handelsabteilung selbständig. Im Jahr 1925 wurde eine Fachschulordnung mit Betonung der Allgemeinbildung eingeführt, ebenso gab es ab diesem Jahr Werkstattunterricht als Ergänzung zur Meisterlehre. Zehn Jahre später wurde von 15 Gemeinden des Amtsbezirks Wiesloch ein Gewerbeschulverband ins Leben gerufen, Schulträger war der Gemeindeverband. Die Trägerschaft über den Schulverband wurde jedoch bereits drei Jahre später vom Landkreis übernommen. Das Angebot wurde 1939 um eine bergmännische Abteilung erweitert.

### Nachkriegszeit und Neubau

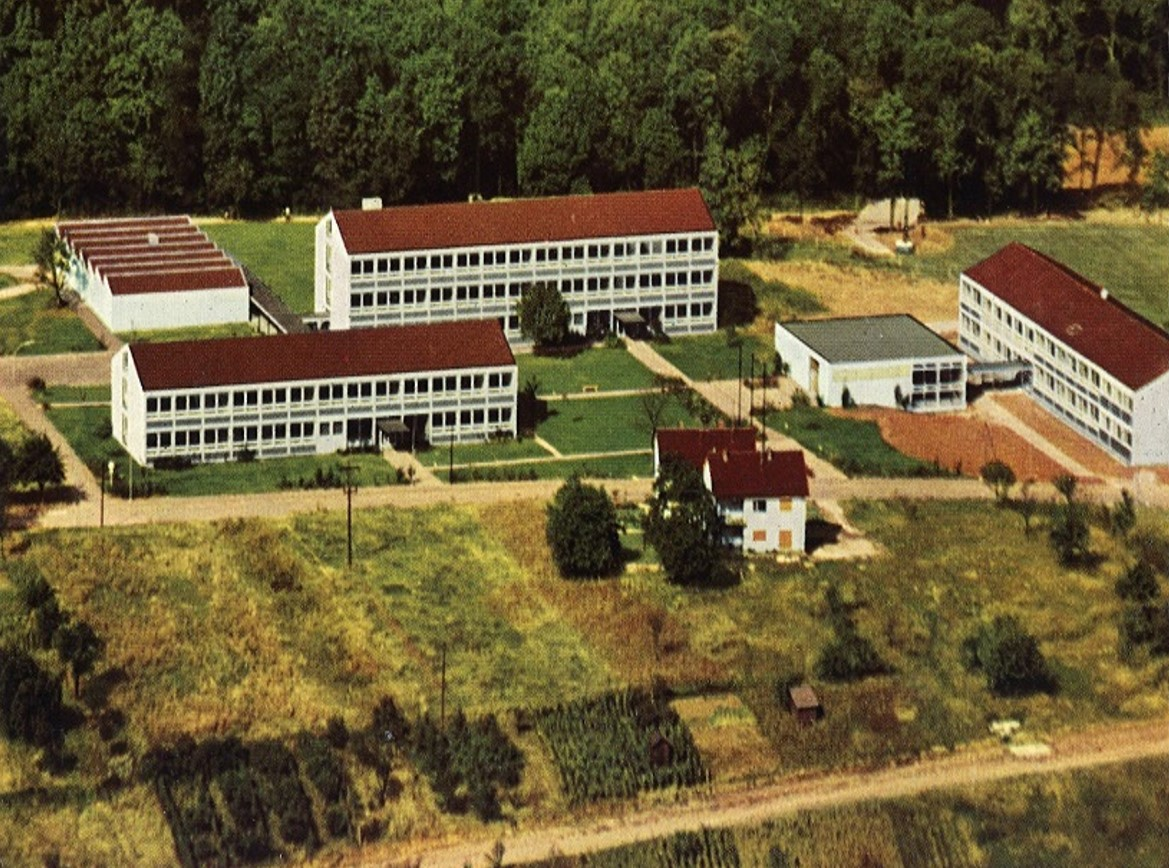
Luftaufnahme vom Zentrum beruflicher Schulen Wiesloch in den 1960er-Jahren, das Bild zeigt die heutigen Gebäude A, B1, E, F1, F5

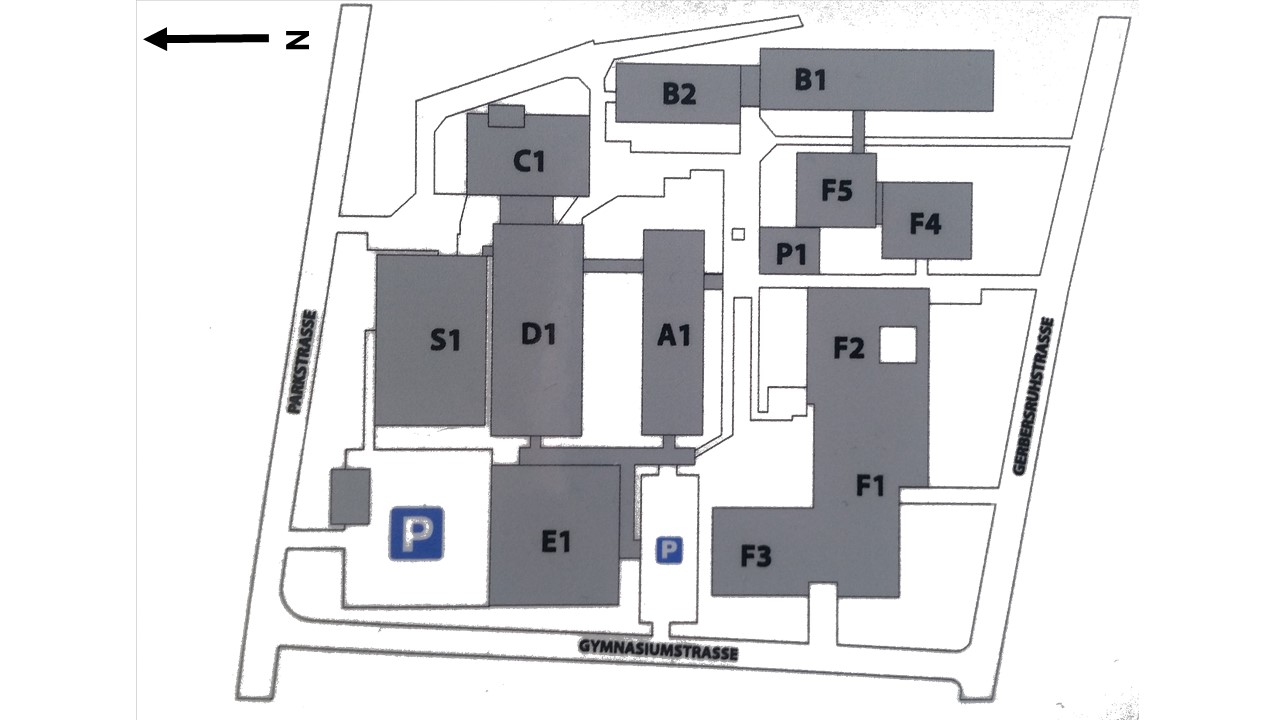
Das Zentrum beruflicher Schulen Wiesloch seit 2013: F: Johann-Philipp-Bronner-Schule / B: Louise-Otto-Peters-Schule / A+C+D+E: Hubert-Sternberg-Schule / F5: Aula / S: Sporthalle / P: Cafeteria.

Am 10. Januar 1945 wurde der Schulbetrieb eingestellt und nach dem Ende des Zweiten Weltkriegs am 7. Januar 1946 zunächst in der Landwirtschaftsschule wiederaufgenommen. Nach dem Einzug in die Schillerschule 1948 teilten sich 1953 die Gewerbe-, Handels-, Land- und Hauswirtschaftsschule das Gebäude der Schillerschule, bevor 1954 der Kreistag mit Landrat Steinbrenner den Neubau einer Gewerbe- und Handelsschule beschloss. Für diesen Neubau stellte die Stadt Wiesloch 1956 4,5 ha Baugelände zur Verfügung. Drei Jahre später konnte die neue Kreisberufsschule (heute Gebäude A) mit neuen Werkstätten (heute Gebäude E) bezogen werden. Mit dem Schulentwicklungsplan II verlor die Gewerbeschule 1968 die Bereiche Bau-, Holz-, Sanitär-, Heizungs-, Blechner- und Nahrungsberufe und bekam eine Fachklasse für Schlosser. Zum Schuljahr 1973/74 kam die Einjährige Berufsfachschule Metall und Kfz und drei Jahre später die Einjährige Berufsfachschule Friseur und Textil hinzu. 1977 wurde die Ausbildungsstätte der Heidelberger Druckmaschinen nach Wiesloch verlegt und brachte der Gewerbeschule Wiesloch zum 100-jährigen Jubiläum 1978 neue Schüler.

### Bauliche Erweiterungen und neue Schularten
1979 begannen die Rohbauarbeiten für die Erweiterung der Werkstätten und der Sporthalle, die 1983 eingeweiht werden konnten (heute Gebäude D und S). Zum Schuljahr 1984/85 wurde das Einzugsgebiet der Schule auf Leimen und Sandhausen erweitert. 1986 erfolgte ein Umbau der bisherigen Werkstätten. 1988 kam das Einjährige Berufskolleg für Technik hinzu und im gleichen Jahr erfolgte am 28. Juni die Umbenennung der Schule in „Hubert-Sternberg-Schule“ nach Hubert Sternberg, einem der bedeutendsten Manager der Heidelberger Druckmaschinen.
1997 kam das Angebot der Zweijährigen Berufsfachschule Elektrotechnik hinzu und ein Jahr später der Bereich Fachinformatiker Systemintegration/Anwendungsentwicklung, 2001 dann auch noch das [Technisches_Gymnasium|Technische Gymnasium]. 2002 wurde die Abteilung Textiltechnik geschlossen und ein Jahr später die Bereiche Chemie und Physik ausgebaut (Gebäude C).
2012 wurde die Partnerschaft mit der Secondary Vocational School in Taicang/China begründet. Seit 2013 können die Schüler des Technischen Gymnasiums aus den drei Profilen Informationstechnik, Mechatronik und Umwelttechnik wählen.
Zum Schuljahr 2016/17 kam als bislang letzte Schulart das zweijährige Berufskolleg für informationstechnische Assistenten (2BKI) hinzu. Im Juni 2017 eröffnete die "Lernfabrik 4.0", in der Maschinenbau, Elektrotechnik und Informationstechnologie durch professionelle Produktionssteuerungs- und Datenauswertungssysteme verknüpft werden. Seit dem Schuljahr 2023/24 ist die Hubert-Sternberg-Schule Erasmus+ akkreditiert.

## Partnerschaften und Kooperationen

### Internationale Schulpartnerschaften
- Seit 2012 besteht die Schulpartnerschaft mit der Secondary Vocational School in Taicang/China
- Seit 2024 ist die Hubert-Sternberg-Schule als Erasmus+ Schule akkreditiert.
- Seit 2025 kooperiert die Schule mit Schule IES José Mor de Fuentes in Monzón/Spanien

### Regionale Schulkooperationen
Die Hubert-Sternberg-Schule unterhält regionale Schulkooperationen mit ihren zuführenden allgemeinbildenden Schulen in ihrem Einzugsgebiet.
So bestehen ein Kooperationen mit den umliegenden Realschulen:
- Otto-Graf-Realschule Leimen
- Theodor-Heuss-Realschule Walldorf
- Bertha-Benz-Realschule Wiesloch
- Thomas-Morus-Realschule Östringen

Es besteht ein Kooperationsvertrag zu den Gemeinschaftsschulen:
- Laimbachtalschule Dielheim
- Geschwister-Scholl-Schule Leimen
- Kraichgauschule Mühlhausen (Kraichgau)
- Parkringschule St. Leon-Rot
- Esther-Bejarano-Gemeinschaftsschule Wiesloch

## Ausbildung
In der dualen Ausbildung werden derzeit rund 650 Auszubildende in sechs verschiedenen Berufsfeldern ausgebildet. Dabei arbeitet man mit ca. 200 Ausbildungsbetrieben zusammen. Der Unterricht im Teilzeitbereich findet meist im Blockunterricht statt.
Im gewerblich-technischen Bereich werden folgende Berufe ausgebildet:
- Elektroniker für Geräte und Systeme,
- Industriemechaniker
- Metallbauer Konstruktionstechnik,
- Kraftfahrzeugmechatroniker,
- Körperpflege/Friseure

Im Bereich der Informationstechnik werden die beiden dualen Ausbildungsberufe
- Fachinformatiker Anwendungsentwicklung und
- Fachinformatiker Systemintegration angeboten.

## Vollzeitunterricht
Im Vollzeitbereich werden derzeit knapp 400 Schüler in unterschiedlichen Schularten unterrichtet:
- Im Vorqualifizierungsjahr Arbeit und Beruf (VAB) haben Jugendliche ohne Hauptschulabschluss die Möglichkeit, im Rahmen einer Berufsorientierung in Metalltechnik, Kfz-Technik oder Elektrotechnik berufliche Erfahrungen zu sammeln; dabei können sie gleichzeitig den Hauptschulabschluss nachholen.
- Das Vorqualifizierungsjahr Arbeit und Beruf ohne Deutschkenntnisse (VABO) richtet sich an jugendliche Migranten. Der Fokus liegt hier auf der Vorbereitung zu einer Sprachstandserhebung mit dem Ziel, ein Zertifikat gemäß dem Gemeinsamen europäischen Referenzrahmen für Sprachen (GER) zu erlangen.
- Die einjährige Berufsfachschule vermittelt in Theorie und Praxis in den Berufsfeldern Metalltechnik (1BFMF), Kfz-Technik (1BFR) und Körperpflege/Friseur (1BFK) eine berufsfachliche Grundausbildung im entsprechenden Berufsfeld. Der überwiegend praktische Unterricht findet in den schuleigenen Werkstätten statt. Bei erfolgreichem Abschluss ist eine Anrechnung als erstes Ausbildungsjahr möglich
- Die zweijährige gewerblich-technische Berufsfachschule (2BFS) bietet technisch interessierten und begabten Schülern mit Hauptschulabschluss einen der mittleren Reife gleichwertigen Bildungsabschluss (Fachschulreife).
- Das einjährige Berufskolleg (1BKFHT) bietet eine Weiterbildungsmöglichkeit. Es baut auf dem mittleren Bildungsabschluss und einer abgeschlossenen Berufsausbildung auf und führt im Schwerpunktfach Technik zur Fachhochschulreife.
- Im zweijährigen Berufskolleg für informations- und kommunikationstechnische Assistenten (2BKI) erlangt man den schulischen Berufsabschluss eines technischen Assistenten sowie ggf. über Zusatzunterricht und Zusatzprüfungen die Fachhochschulreife. Voraussetzung zur Aufnahme ist ein mittlerer Bildungsabschluss.
- Das Technische Gymnasium vermittelt die allgemeine Hochschulreife (Abitur) und bereitet in drei Jahren auf ein Studium an Universitäten, Hochschulen und Berufsakademien vor. Den Schwerpunkt bildet dabei das Profilfach Informationstechnik (TGI), das Profilfach Mechatronik (TGM), oder das Profilfach Umwelttechnik (TGU).

## Weiterbildung
Außerdem bietet die Hubert-Sternberg-Schule Weiterbildungsmöglichkeiten im Rahmen von Meistervorbereitungskursen im Bereich Metallbau/Konstruktionstechnik an. Als „Regionales schweißtechnisches Ausbildungszentrum“ bietet die HSS in der hauseigenen Kursstätte des Deutschen Verbandes für Schweißen und verwandte Verfahren e.V. (DVS) Kurse in den Schweißprozessen Gasschweißen, Lichtbogenhand- und Metall-Schutzgasschweißen und Wolfram-Inertgasschweißen an. Als Cisco-Networking Academy bietet man zusätzlich die Möglichkeit an der Zertifizierung zum „Cisco Certified Network Associate (CCNA)“ teilzunehmen.

## Schulen im Schulzentrum Wiesloch
- Albert-Schweitzer-Schule (Förderschule, Schwerpunkt: Lernen)
- Bertha-Benz-Realschule (Realschule)
- Esther-Bejarano-Schule (Gemeinschaftsschule)
- Hubert-Sternberg-Schule (gewerblich-technische berufliche Schule)
- Johann-Philipp-Bronner-Schule (kaufmännische berufliche Schule)
- Louise-Otto-Peters-Schule (hauswirtschaftlich-soziale berufliche Schule)
- Ottheinrich-Gymnasium Wiesloch (allgemeinbildendes Gymnasium)
- Tom-Mutters-Schule (Förderschule, Schwerpunkte: Geistige Entwicklung, körperliche und motorische Entwicklung)